# Saadet Işıl Aksoy
Saadet Işıl Aksoy (Isztambul, 1983. augusztus 29. –) török színésznő.

## Életrajza
Saadet Işıl Aksoy 1983. augusztus 29-én született Isztambulban.
A Boğaziçi Egyetemen diplomázott angolból és irodalomból. Később, 2006-ban az Amerikai Egyesült Államokban, a New York-i filmakadémián végzett.
2007-ben Semih Kaplanoğlu török rendező Yumurta (Tojás) c. filmjében debütált.
2010-ben a Szarajevói Filmfesztivál zsűritagja volt.
A magyar közönség leginkább a Szulejmán c. sorozatból ismerheti, ahol Szádikát alakította 2011-ben. A L'Oréal Paris francia cég törökországi szóvivője.

## Filmográfia

### Film
- Egg: Ayla (2007)
- Milk:  Semra (2008)
- A Beautiful Life:  Denise (2008)
- Eastern Plays:  (Işıl) (2009)
- Love in Another Language:  (Zeynep) (2009)
- Újrakezdők – Szerelmes szingli szittert keres:  (Török lány Isztambulban) (2009)
- Twice Born:  (Aska) (2012)
- Sürgün:  (Eleni) (2013)
- Ailecek Şaşkınız: (Elif) (2018)
- Saf: (Remziye) (2018)
- Passed by Censor: (Selma) (2019)
- Iguana Tokyo: (2019)

### Televízió
- Güz Yangını: Pınar (2005)
- Esir Kalpler: İrem (2006)
- Senden Başka: Elif (2007)
- Kalpsiz Adam: Feraye (2008)
- Sınıf: Duygu (2008)
- Balkan Düğünü: Zehra (2009)
- Szulejmán: Victoria/Sadıka (2011) (Magyar hangja: Pikali Gerda)
- Ragion di Stato: Rania (2014)
- Kördüğüm: Eylül (2016)
- Vatanım Sensin (Sebzett szív): Lucy (2017) (Magyar hangja: Sallai Nóra)
- A kígyók úrnője: Lilith (2024)
- Asaf: Rüya (2024)

## Fordítás
- Ez a szócikk részben vagy egészben  a   Saadet Işıl Aksoy című török Wikipédia-szócikk fordításán alapul.  Az eredeti cikk szerkesztőit annak laptörténete sorolja fel. Ez a jelzés csupán a megfogalmazás eredetét és a szerzői jogokat jelzi, nem szolgál a cikkben szereplő információk forrásmegjelöléseként.